# Niveleurs

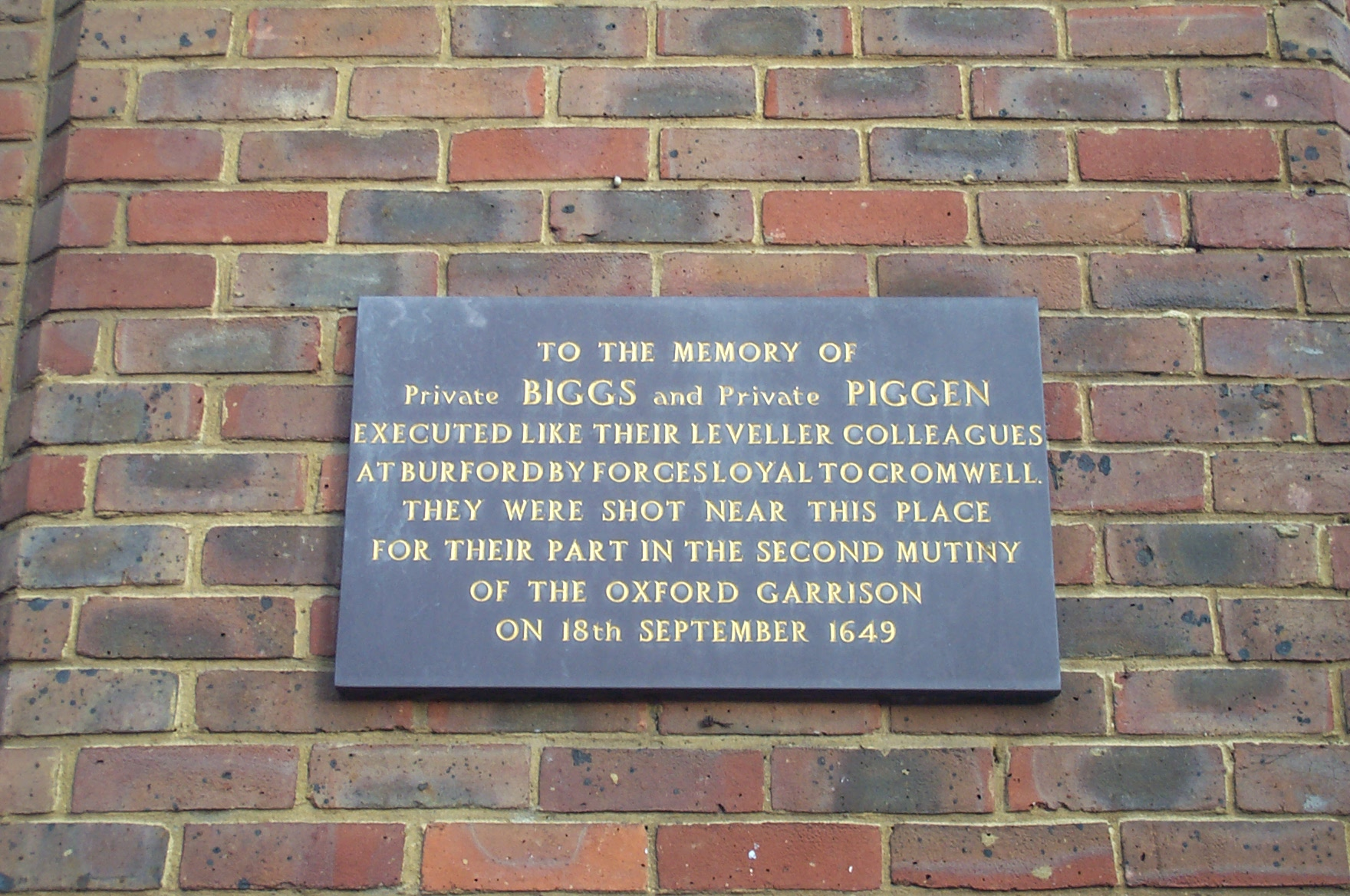
Plaque commémorative pour deux niveleurs, à Gloucester Green, Oxford.

Les niveleurs (ou « Levellers », de l'anglais « to level » qui signifie « niveler » ; mot apparu en 1607 pendant une révolte agraire) étaient un groupe d'hommes qui se réunirent pendant la guerre civile anglaise (1642-1651) pour demander des réformes constitutionnelles et une égalité des droits devant la loi. Ils n'avaient pas de nom précis. « Leveller » était un mot injurieux trouvé par leurs opposants qui les accusaient de vouloir « niveler » la hiérarchie sociale. 

## Programme
Le programme des Levellers inclut :
- la tolérance religieuse ;
- le libre-échange économique ;
- une extension du droit de vote ;
- des droits garantis par une constitution écrite.

## Histoire
Le terme Niveleur désigne, lors de la Première révolution anglaise (1642-1651), tous les mouvements radicaux profitant de l'absence de répression venant du pouvoir royal, et ayant ainsi accès à une liberté de parole sans précédent.
Les Levellers sont des hommes qui représentent des soldats de la New Model Army. Les principaux chefs du mouvement sont John Lilburne, Richard Overton,  William Walwyn et John Wildman.
Lors de la guerre civile, face à un roi en fuite et un Parlement à tendance presbytérienne, l'armée devient petit à petit une faction de plus en plus indépendante. A Putney, en 1647, des débats sont organisés par celle-ci, où les représentants des soldats, les agitators, défendent leurs droits face aux Grandees, gradés de l'armée. De ces débats sort la première version de l'Accord du Peuple, rédigée par Wildman, et une Humble Remontrance est envoyée au Parlement, où l'armée affirme son caractère national.
Les niveleurs ont beaucoup utilisé la presse pour faire circuler leurs idées, notamment par l'intermédiaire du journal The Moderate.
En avril et en mai 1649, on assiste à une mutinerie des Levellers à cause d'un plan d'invasion de l'Irlande. Cette rébellion est écrasée par Thomas Fairfax et Oliver Cromwell. 
Oliver Cromwell capture en 1649 à Burford environ 300 niveleurs qui s'étaient mutinés lors d'une attaque de nuit, après les avoir poursuivis à travers deux comtés. Il les fait enfermer dans l'église de la ville pendant trois jours, les condamne à mort puis les gracie après les avoir forcés à assister à l'exécution de leurs leaders, épisode évoqué par l'écrivain anglais Robert Goddard dans son roman Heather Mallender a disparu. 
Le mouvement cesse progressivement d'exister à partir de la fin de l'année 1649, à la suite du procès de Lilburne. À partir du milieu des années 1650, le général George Monck, qui a pactisé plusieurs fois avec le roi Charles, s'emploie à épurer la New Model Army des Niveleurs. Les quelques mouvements d'insurrection dans l'armée sont matés dans le sang, et Oliver Cromwell s'applique alors à réprimer le mouvement qu'il a si bien su utiliser lors de la guerre civile.
Les idées des niveleurs furent répandues par les philosophes libéraux tout au long du siècle des Lumières ; elles ont notamment influencé les rédacteurs de la constitution américaine.